# Sabine Kuder
Sabine Kuder (* 1962 als Sabine Roß in Heilbronn) ist eine deutsche Historikerin und Soziologin.
Sabine Kuder studierte Soziologie und Neuere Geschichte an der TU Berlin und wurde dort 1997 zum Dr. phil. promoviert. Ihre Arbeit mit dem Titel „Politische Partizipation und nationaler Räteparlamentarismus 1918/19“ nutzte die Methode der kollektiven Biographie. 1996 bis 2000 war sie wissenschaftliche Mitarbeiterin am Zentrum für Zeithistorische Forschung in Potsdam (ZZF). Von 2000 bis 2001 war sie kurzzeitig selbständig tätig, bevor sie 2001 Leiterin des Arbeitsbereichs Gesellschaftliche Aufarbeitung und Öffentlichkeitsarbeit bei der Stiftung zur Aufarbeitung der SED-Diktatur wurde.
Sabine Kuder gehört dem Vorstand des FrauenComputerZentrumBerlin (FCZB) an und ist Gesellschafterin der Internet-Service-Providers global traffic datenkommunikations GmbH.

## Publikationen
- Gesellschaft ohne Eliten? Führungsgruppen in der DDR. (Hrsg. mit Arnd Bauerkämper u. a.), Metropol, Berlin 1997, ISBN 3-926893-69-9.
- Politische Partizipation und nationaler Räteparlamentarismus. Determinanten des politischen Handelns der Delegierten zu den Reichsrätekongressen 1918/1919. Eine Kollektivbiographie. Zentrum für Historische Sozialforschung, Köln 1999 (= Historical social research. Supplement, Bd. 10; zugleich: Dissertation, Technische Universität Berlin 1997).
- Biographisches Handbuch der Reichsrätekongresse 1918/19. Droste, Düsseldorf 2000, ISBN 3-7700-5231-5 (= Handbücher zur Geschichte des Parlamentarismus und der politischen Parteien, Bd. 11; Inhaltsverzeichnis, PDF, 74 kB).
- 17. Juni 1953 – Zeitzeugen berichten. Protokoll eines Aufstands. (Hrsg. mit Peter Lange), Lit, Münster 2004, ISBN 3-8258-7685-3 (im Auftrag der Stiftung zur Aufarbeitung der SED-Diktatur und des Deutschlandfunk; mit einer Audio-CD).